# Ichneumon trichopus
Ichneumon trichopus là một loài tò vò trong họ Ichneumonidae.